# Mi2 Scorpii
Mi² Scorpii (Pipirima, μ² Sco) – gwiazda w gwiazdozbiorze Skorpiona. Znajduje się około 550 lata świetlne od Słońca.

## Nazwa
Polinezyjczycy z Tahiti znają parę bliskich gwiazd, Mi¹ i Mi² Scorpii, pod nazwą Pipirima. Wywodzi się ona z legendy o zaniedbanych przez rodziców dzieciach, bliźniętach, które uciekły na niebo. Rodzice, reprezentowani przez gwiazdy Lambda i Ypsilon Scorpii, wciąż próbują je dogonić. Międzynarodowa Unia Astronomiczna w 2017 roku formalnie zatwierdziła użycie nazwy Pipirima dla określenia drugiej gwiazdy.

## Charakterystyka
Jest to białoniebieska gwiazda sklasyfikowana jako podolbrzym, należąca do typu widmowego B2. Na niebie znajduje się blisko innej gwiazdy typu B, Mi¹ Scorpii, z którą jednak nie jest związana grawitacyjnie; gwiazdy te należą do asocjacji Skorpiona–Centaura, grupy podobnych gwiazd powstałych w zbliżonym czasie.
Gwiazda ma masę ocenianą na około 9,1 mas Słońca i promień 5,6 razy większy niż Słońce. Istnieje od około 20 milionów lat i ocenia się, że w ciągu 10-20 milionów lat zakończy życie jako supernowa.

## Towarzysze
Obserwacje tej gwiazdy ujawniły obecność co najmniej jednego niegwiazdowego towarzysza. W 2022 roku zaobserwowano obiekt oznaczony μ² Sco b i prawdopodobnie drugi podobny obiekt na ciaśniejszej orbicie (jego istnienie nie jest pewne; w opublikowanej pracy został opisany jako „kandydat”). Są to ciała niebieskie o masach powyżej 14 mas Jowisza, co według najczęściej przyjmowanego kryterium oznacza, że są to brązowe karły; oba jednak najprawdopodobniej powstały w dysku protoplanetarnym wokół gwiazdy, jak planety.
| Towarzysz | Masa [ MJ ] | Półoś wielka [ au ] | Ekscentryczność | Inklinacja [ ° ] |
| b         | 14,4 ± 0,8  | 290 ± 10            | 0,56 +0,27−0,26 | 96,6 +21,5−20,5  |
| c? (CC0)  | 18,5 ± 1,5  | 21 ± 1              | 0,61 +0,19−0,32 | 62,8 +9,9−16,6   |